# Xian de Shou
Pour les articles homonymes, voir Shou (homonymie).
Le xian de Shou (寿县 ; pinyin : Shòu Xiàn) est un district administratif de la province de l'Anhui en Chine. Il est placé sous la juridiction de la ville-préfecture de Lu'an.

## Démographie
La population du district était de 1 242 674 habitants en 1999.